# بلطيم
بلطيم، مدينة مصرية تقع في أقصى شمال مصر وتطل على بحيرة البرلس، وتتبع محافظة كفر الشيخ إدراياً، والمدينة عاصمة مركز البرلس.

## التاريخ
قرية بلطيم من القرى القديمة، واسمها الأصلي وقت الفتح الإسلامي لمصر أتوم (بالإنجليزية: Atoum)‏، وقد وردت باسم بلطيم في أعمال النستراوية ضمن قرى الروك الصلاحي التي أحصاها ابن مماتي في كتاب قوانين الدواوين، كما وردت باسم بلطيم في أعمال النستراوية ضمن قرى الروك الناصري التي أحصاها ابن الجيعان في كتاب «التحفة السنية بأسماء البلاد المصرية». وفي العصر العثماني كان اسمها في تربيع سنة 933هـ/1527م الذي أجراه الوالي العثماني سليمان باشا الخادم في عصر السلطان العثماني سليمان القانوني بلطيم ضمن قرى ولاية الغربية، وفي تاريخ 1228هـ/1813م الذي عدّ قرى مصر بعد المسح الذي قام به محمد علي باشا باسم بلطيم ضمن قرى مديرية الغربية.

## الجغرافيا والمناخ

### المناخ
مناخ بلطيم هو مناخ ساحلي شمالي معتدل وهو الأكثر اعتدالاً في مصر، حيث يتميز بمناخ صحراوي حار (كوبن: BWh)، ولكن الرياح السائدة من البحر الأبيض المتوسط تعمل على تعديل درجات الحرارة بشكل كبير، مما يجعل صيفها حارًا ورطبًا إلى حد ما بينما شتاءها معتدل ورطب إلى حد ما.
تم تسجيل أعلى درجة حرارة في 15 أبريل 1998 حيث بلغت 41 درجة مئوية (106 درجة فهرنهايت) وتم تسجيل أبرد درجة حرارة في 8 فبراير 2006 حيث بلغت 2 درجة مئوية (36 درجة فهرنهايت).
بورسعيد والقصير وبلطيم ودمياط والإسكندرية لديها أقل تباين في درجات الحرارة في مصر، بالإضافة إلى رفح والإسكندرية وأبو قير ورشيد وبلطيم وكفر الدوار ومرسى مطروح هي الأكثر رطوبة.
| البيانات المناخية لـبلطيم                       | البيانات المناخية لـبلطيم | البيانات المناخية لـبلطيم | البيانات المناخية لـبلطيم | البيانات المناخية لـبلطيم | البيانات المناخية لـبلطيم | البيانات المناخية لـبلطيم | البيانات المناخية لـبلطيم | البيانات المناخية لـبلطيم | البيانات المناخية لـبلطيم | البيانات المناخية لـبلطيم | البيانات المناخية لـبلطيم | البيانات المناخية لـبلطيم | البيانات المناخية لـبلطيم |
| الشهر                                           | يناير                     | فبراير                    | مارس                      | أبريل                     | مايو                      | يونيو                     | يوليو                     | أغسطس                     | سبتمبر                    | أكتوبر                    | نوفمبر                    | ديسمبر                    | المعدل السنوي             |
| ----------------------------------------------- | ------------------------- | ------------------------- | ------------------------- | ------------------------- | ------------------------- | ------------------------- | ------------------------- | ------------------------- | ------------------------- | ------------------------- | ------------------------- | ------------------------- | ------------------------- |
| الدرجة القصوى °م (°ف)                           | 27 (81)                   | 31 (88)                   | 36 (97)                   | 41 (106)                  | 38 (100)                  | 40 (104)                  | 39 (102)                  | 39 (102)                  | 39 (102)                  | 38 (100)                  | 34 (93)                   | 29 (84)                   | 41 (106)                  |
| متوسط درجة الحرارة الكبرى °م (°ف)               | 17.8 (64.0)               | 18.3 (64.9)               | 20.6 (69.1)               | 23.2 (73.8)               | 26.3 (79.3)               | 29.3 (84.7)               | 30 (86)                   | 30.7 (87.3)               | 29.2 (84.6)               | 27.5 (81.5)               | 24.3 (75.7)               | 19.6 (67.3)               | 24.7 (76.5)               |
| المتوسط اليومي °م (°ف)                          | 14.4 (57.9)               | 14.6 (58.3)               | 16.5 (61.7)               | 18.5 (65.3)               | 21.5 (70.7)               | 24.8 (76.6)               | 26.3 (79.3)               | 27 (81)                   | 25.3 (77.5)               | 23.5 (74.3)               | 20.2 (68.4)               | 16 (61)                   | 20.7 (69.3)               |
| متوسط درجة الحرارة الصغرى °م (°ف)               | 11.1 (52.0)               | 10.9 (51.6)               | 12.4 (54.3)               | 13.8 (56.8)               | 16.7 (62.1)               | 20.4 (68.7)               | 22.6 (72.7)               | 23.4 (74.1)               | 21.5 (70.7)               | 19.5 (67.1)               | 16.2 (61.2)               | 12.4 (54.3)               | 16.7 (62.1)               |
| أدنى درجة حرارة °م (°ف)                         | 3 (37)                    | 2 (36)                    | 4 (39)                    | 9 (48)                    | 9 (48)                    | 12 (54)                   | 19 (66)                   | 12 (54)                   | 13 (55)                   | 13 (55)                   | 10 (50)                   | 7 (45)                    | 2 (36)                    |
| الهطول مم (إنش)                                 | 47 (1.9)                  | 29 (1.1)                  | 12 (0.5)                  | 3 (0.1)                   | 3 (0.1)                   | 0 (0)                     | 0 (0)                     | 0 (0)                     | 1 (0.0)                   | 9 (0.4)                   | 21 (0.8)                  | 49 (1.9)                  | 174 (6.8)                 |
| المصدر #1: Climate-Data.org                     |                           |                           |                           |                           |                           |                           |                           |                           |                           |                           |                           |                           |                           |
| المصدر #2: Voodoo Skies for record temperatures |                           |                           |                           |                           |                           |                           |                           |                           |                           |                           |                           |                           |                           |

وتشير مصادر أخرى إلى انخفاض درجات الحرارة وهطول الأمطار بشكل أكبر، مما يصنفه على أنه مناخ سهوب حار (BsH) في نظام تصنيف كوبن للمناخ.
| البيانات المناخية لـبلطيم         | البيانات المناخية لـبلطيم | البيانات المناخية لـبلطيم | البيانات المناخية لـبلطيم | البيانات المناخية لـبلطيم | البيانات المناخية لـبلطيم | البيانات المناخية لـبلطيم | البيانات المناخية لـبلطيم | البيانات المناخية لـبلطيم | البيانات المناخية لـبلطيم | البيانات المناخية لـبلطيم | البيانات المناخية لـبلطيم | البيانات المناخية لـبلطيم | البيانات المناخية لـبلطيم |
| الشهر                             | يناير                     | فبراير                    | مارس                      | أبريل                     | مايو                      | يونيو                     | يوليو                     | أغسطس                     | سبتمبر                    | أكتوبر                    | نوفمبر                    | ديسمبر                    | المعدل السنوي             |
| --------------------------------- | ------------------------- | ------------------------- | ------------------------- | ------------------------- | ------------------------- | ------------------------- | ------------------------- | ------------------------- | ------------------------- | ------------------------- | ------------------------- | ------------------------- | ------------------------- |
| الدرجة القصوى °م (°ف)             | 24 (75)                   | 25 (77)                   | 30 (86)                   | 31 (88)                   | 36 (97)                   | 35 (95)                   | 35 (95)                   | 33 (91)                   | 33 (91)                   | 31 (88)                   | 28 (82)                   | 25 (77)                   | 36 (97)                   |
| متوسط درجة الحرارة الكبرى °م (°ف) | 18 (64)                   | 17 (63)                   | 18 (64)                   | 20 (68)                   | 23 (73)                   | 25 (77)                   | 27 (81)                   | 28 (82)                   | 28 (82)                   | 26 (79)                   | 22 (72)                   | 19 (66)                   | 23 (73)                   |
| المتوسط اليومي °م (°ف)            | 16 (61)                   | 16 (61)                   | 17 (63)                   | 18 (64)                   | 22 (72)                   | 24 (75)                   | 26 (79)                   | 27 (81)                   | 26 (79)                   | 24 (75)                   | 21 (70)                   | 18 (64)                   | 21 (70)                   |
| متوسط درجة الحرارة الصغرى °م (°ف) | 14 (57)                   | 14 (57)                   | 15 (59)                   | 16 (61)                   | 19 (66)                   | 22 (72)                   | 24 (75)                   | 25 (77)                   | 24 (75)                   | 23 (73)                   | 20 (68)                   | 17 (63)                   | 19 (67)                   |
| أدنى درجة حرارة °م (°ف)           | 5 (41)                    | 5 (41)                    | 8 (46)                    | 11 (52)                   | 15 (59)                   | 18 (64)                   | 21 (70)                   | 22 (72)                   | 21 (70)                   | 18 (64)                   | 15 (59)                   | 10 (50)                   | 5 (41)                    |
| الهطول مم (إنش)                   | 55.8 (2.20)               | 39.2 (1.54)               | 15.5 (0.61)               | 6.0 (0.24)                | 3.1 (0.12)                | 0.0 (0.0)                 | 0.0 (0.0)                 | 0.0 (0.0)                 | 0.0 (0.0)                 | 15.5 (0.61)               | 42.0 (1.65)               | 58.9 (2.32)               | 236 (9.29)                |
| المصدر: MSN                       |                           |                           |                           |                           |                           |                           |                           |                           |                           |                           |                           |                           |                           |

## السكان
حسب التعداد السكاني لعام 2006، بلغ إجمالي سكان مدينة بلطيم 43,398 نسمة، منهم 21,247 ذكر و22,151 أنثى.

## أعلام
- حمدين صباحي